# 太谷区

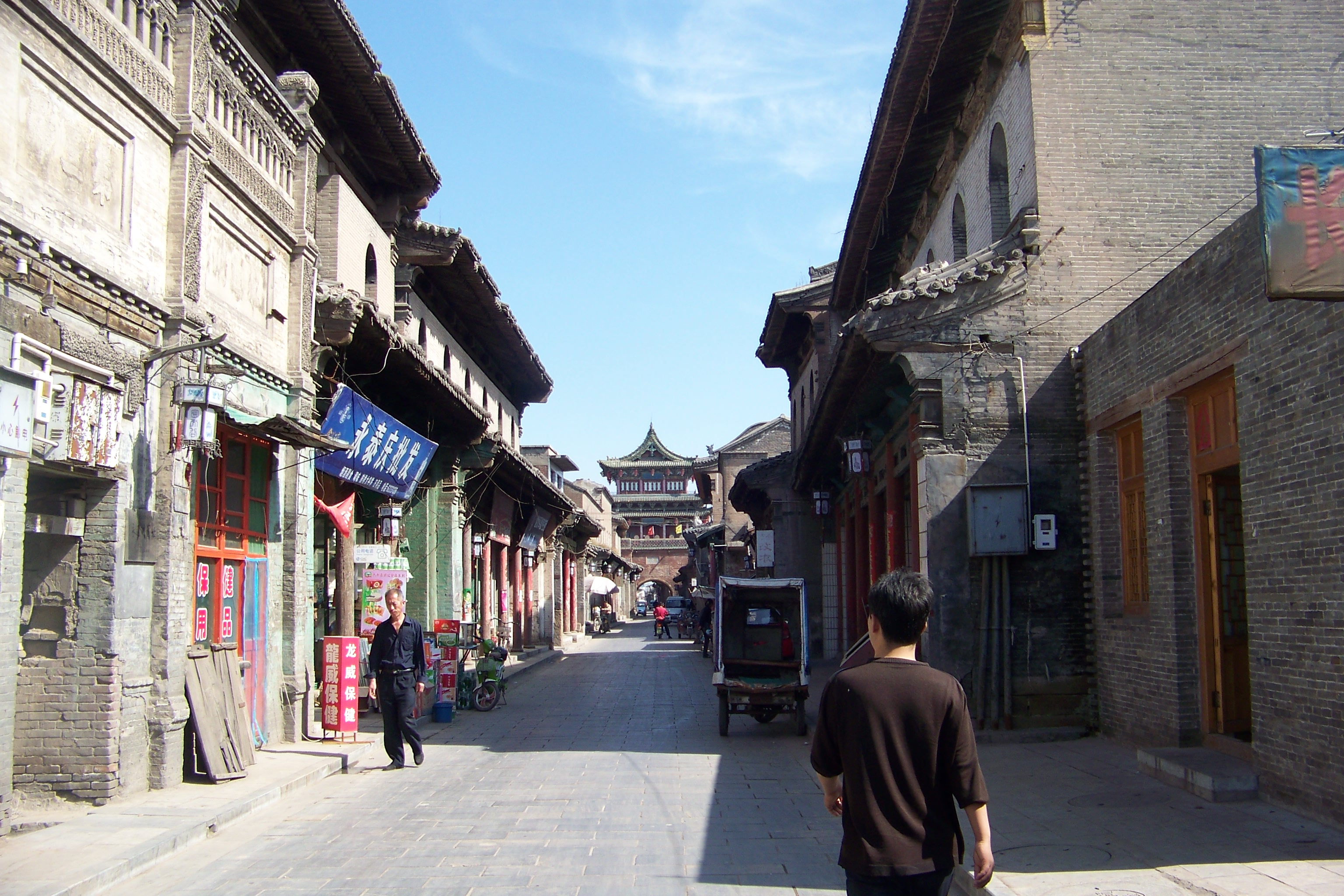
城西街

太谷区（たいこく-く）は中華人民共和国山西省晋中市に位置する市轄区。
太原盆地の東南にあり、東部および南部は険しい山地になっている。西北に向かうほど地勢は平坦になる。

## 歴史
春秋時代には陽邑と称されていた。前漢により設置された陽邑県を前身とする。南北朝時代の448年（太平真君9年）に北魏により廃止されたが、501年（景明2年）に再設置された。598年（開皇18年）、隋代により太谷県と改称された。2019年12月9日に市轄区の太谷区に改編され現在に至る。
太谷は、西南の汾河沿いにある祁県、そのさらに西南にある平遥県同様、明清代には山西商人（晋商）の本拠地として発展した。清末には金融業で多くの商人が成功し、清朝における金融の中心地となった。当時は「金太谷、銀祁県、銅平遥」とも称えられたが、辛亥革命後は債権の回収に失敗したため多くが没落した。

## 行政区画
- 鎮:水秀鎮、胡村鎮、范村鎮
- 郷:侯城郷、北洸郷、陽邑郷、小白郷、任村郷

## 経済
現在の太谷の主産業は農業である。鉄道では同蒲線が県内を通過している。特産品に太谷餅がある。

## 教育
太谷出身の孔祥熙が創建した銘賢学堂を前身とする山西農業大学があるほか、太谷師範学校などの教育機関も設置されている。

## 観光
太谷の南西部には西晋の時代に創建された無辺寺があり、山西省の重点文物保護単位になっている。寺には宋代に白塔が建立されたことより別名を白塔寺とも称される。その他光化寺などの仏教寺院、曹家大院など晋商の大邸宅、孔祥熙故居などの名所がある。